# Estanzuelas
Estanzuelas é um município de El Salvador, localizado no departamento de Usulután.